# エルサ・ベスコフ
エルサ・ベスコフ（Elsa Beskow）はスウェーデンを代表する絵本作家であり、児童文学作家や挿絵家としても活躍した。1874年2月11日にストックホルムのセーデルマルム（Södermalm）生まれ、1953年6月30日に同じくストックホルムのユーシュホルム（Djursholm）で亡くなる。1897年に出版されたデビュー作である「ちいさな ちいさな おばあちゃん（Sagan om den lilla, lilla gumman）」は、21世紀になっても読み継がれているクラシカルな作品となっている。

## 作品リスト

### 絵本・児童文学
作者の死後にまとめられた作品を含む。
※ 日本語訳版の存在がわかるものは、邦題、出版社と訳者名を記載
- 1897年「Sagan om den lilla, lilla gumman - ちいさなちいさなおばあちゃん（刊：偕成社／訳：石井 登志子）」
- 1898年「Barnen på Solbacka - おひさまがおかのこどもたち（刊：徳間書店／訳：石井 登志子）」
- 1898-1934年「Vill du måla? - ぬりえがしたい？（ぬりえ冊子シリーズ）」
- 1901年「Puttes äventyr i blåbärsskogen - ブルーベリーもりでのプッテのぼうけん（刊：福音館書店／訳：小野寺 百合子）」
- 1905年「Sagan om Gnällmåns - なきむしぼうや（刊：徳間書店／訳：石井 登志子）」
- 1907年「Olles skidfärd - 雪のおしろへいったウッレ（刊：徳間書店／訳：石井 登志子）」
- 1910年「Tomtebobarnen - もりのこびとたち（刊：福音館書店／訳：大塚 勇三）」
- 1912年「Pelles nya kläder - ペレのあたらしいふく（刊：福音館書店／訳：小野寺 百合子）」
- 1914年「Blomsterfesten i täppan - リーサの庭の花まつり（刊：童話館出版／訳：石井 登志子）」
- 1915年「Sagobok - おはなしの本」
- 1916年「Görans bok - ヨーランの本」
- 1918年「Tant Grön, tant Brun och tant Gredelin - みどりおばさん、ちゃいろおばさん、むらさきおばさん（刊：福音館書店／訳：菱木 晃子）」
- 1919年「Muntergök」
- 1920年「Lasse-Liten i trädgården - ラッセのにわで（刊：徳間書店／訳：石井 登志子）」
- 1921年「Bubbelemuck och andra sagor」
- 1921年「Lillebrors segelfärd - ぼうやの舟旅」
- 1922年「Farmors lapptäcke」
- 1923年「Resan till landet Längesen - カイとカイサのぼうけん（刊：福音館書店／訳：まつむら ゆうこ）」
- 1923年「Sagor och sagospel - おとぎ話と舞台劇」絵：Bo Beskow
- 1924年「Sagan om den lilla hinden - ロサリンドとこじか（刊：フェリシモ出版／訳：石井 登志子）」
- 1925年「Tant Bruns födelsedag - ちゃいろおばさんのたんじょうび（刊：福音館書店／訳：菱木 晃子）」
- 1926年「Kistan på herrgårdsvinden」
- 1927年「Årets saga - いちねんのうた（刊：フェリシモ書店／訳：石井 登志子）」
- 1928年「Jan och alla hans vänner - ヤンとなかまたち」
- 1929年「Petter och Lotta på äventyr - ペッテルとロッタのぼうけん（刊：福音館書店／訳：菱木 晃子）」
- 1930年「Hattstugan - ぼうしのおうち（刊：福音館書店／訳：菱木 晃子）」
- 1930年「Farmor och Fjunlätt och andra sagor」
- 1932年「Solägget - おひさまのたまご（刊：徳間書店／訳：石井 登志子）」
- 1932年「Landet Långthärifrån - はるかかなたの国」
- 1933年「Sagan om den nyfikna abborren - しりたがりやのちいさな魚のお話（刊：徳間書店／訳：石井 登志子）」
- 1934年「Sessalätts äventyr - おうじょさまのぼうけん（刊：フェリシモ出版／訳：石井 登志子）」
- 1939年「Ocke, Nutta och Pillerill - どんぐりぼうやのぼうけん（刊：童話館出版／訳：石井 登志子）」
- 1941年「Duktiga Annika - おりこうなアニカ（刊：福音館書店／訳：石井 登志子）」
- 1942年「Farbror Blås nya båt - あおおじさんのあたらしいボート（刊：福音館書店／訳：菱木 晃子）」
- 1944年「Det hände en gång」
- 1945年「ABC-resan - ABCのたび（刊：福音館書店／訳：石井 登志子）」
- 1947年「Petters och Lottas jul - ペッテルとロッタのクリスマス（刊：福音館書店／訳：菱木 晃子）」
- 1949年「Herr Peter（後に Herr Peters hus へ改題） - ペーテルおじさん（刊：フェリシモ出版／訳：石井 登志子）」
- 1950年「Tomten i leksaksfönstret och andra sagor - おもちゃ屋へいったトムテ＊原書からの抜粋（刊：福音館書店／訳：菱木 晃子／絵：ささめや ゆき）」
- 1952年「Röda bussen och gröna bilen - あかいバスとみどりのクルマ」
- 1954年「Den lilla vävaren」
- 1967年「Elsa Beskows sagor - ett urval - ベスコフ童話集 クローカ博士の発明＊原書からの抜粋（刊：祐学社／訳：小野寺 百合子）」
- 1969年「En aprilsaga och andra sagor - 四月のおはなし」

### 教科書
- 読本（スウェーデンの教育学者・心理学者であるHerman Siegvaldとの共著）
  - 1935年「Vill du läsa? DEL 1. - おはなし読みたい？第1巻（１年生向け読本）」
  - 1936年「Vill du läsa? DEL 2. - おはなし読みたい？第2巻（２年生向け読本）」
  - 1937年「Vill du läsa? DEL 3. - おはなし読みたい？第3巻（１・２年生向け副読本）」

- 歌集（挿絵のみ）
  - 1943年「Nu ska vi sjunga - さあ、うたいましょう」主な編集者：Alice Tegnér

### 挿絵
エルサ・ベスコフが一冊を通じて挿絵を担当した作品のみ掲載、オムニバス形式で参加した書籍を除く。
- 1899年「Gräshoppans visor - バッタの詩」作：Anna Maria Roos
- 1901年「Prins Pompom - プリンス・ポムポム」作：Alfhild Agrell
- 1903年「Mors lilla Olle och andra visor - ちいさなオッレくん」作：Alice Tegnér
- 1905年「Blommornas bok - 花のうた（刊：文化出版局／訳：石井 登志子）」作：Jeanna Oterdahl
- 1908年「Ett litet förskinn - ちいさなレザーの前掛け」作：Hedvig Lagerlöf
- 1911年「Dags visor - 日常の詩」作：Jeanna Oterdahl
- 1908年「Tummelisa - おやゆびひめ（刊：フェリシモ出版／訳：石井 登志子）」作：Andersen, H. C.
- 1917年「Vad ska vi göra? - なにをしようか？」作：Anna Warburg
- 1920年「Småbarnens sagbok - こどもたちのためのおはなし」作：Amalia Fahlstedt
- 1922年「Borgmästar Munte - きみ どこへゆくの？（刊：徳間書店／訳：ゆもと かずみ）」作：Alice Tegnér